# 奧維爾鎮區 (伊利諾伊州洛根縣)
奧維爾鎮區（英語：Orvil Township）是位於美國伊利諾伊州洛根縣的一個行政鎮區。

## 地方資料
根據2010年美國人口普查的數據，奧維爾鎮區的面積為108.60平方千米，當中陸地面積為108.60平方千米，而水域面積為0.00平方千米。當地共有人口1047人，而人口密度為每平方千米9.64人。